# Criophthona celidota
Criophthona celidota là một loài bướm đêm trong họ Crambidae.